# Labrisomus xanti
Labrisomus xanti är en fiskart som beskrevs av Gill, 1860. Labrisomus xanti ingår i släktet Labrisomus och familjen Labrisomidae. IUCN kategoriserar arten globalt som livskraftig. Inga underarter finns listade i Catalogue of Life.